# Макарово (деревня, Москва)
Макарово — деревня в Новомосковском административном округе Москвы (до 1 июля 2012 года была в составе Ленинского района Московской области). Входит в состав поселения Сосенское.

## Население
| 1859 | 1890 | 1899 | 1926 | 2002 | 2006 | 2010 |
| ---- | ---- | ---- | ---- | ---- | ---- | ---- |
| 71   | ↗90  | ↗92  | ↗98  | ↘21  | ↘20  | ↗46  |

Согласно Всероссийской переписи, в 2002 году в деревне проживал 21 человек (13 мужчин и 8 женщин).

## География
Деревня Макарово находится в северо-восточной части Новомосковского административного округа, примерно в 23 км к юго-западу от центра города Москвы и 6 км к юго-востоку от центра города Московский.
В 1,5 км к юго-востоку от деревни проходит Калужское шоссе А130, в 5,5 км к северу — Киевское шоссе М3, в 6 км к северо-востоку — Московская кольцевая автодорога, в 10 км к востоку — линия Курского направления Московской железной дороги. Ближайшие населённые пункты — деревни Прокшино и Сосенки. Около деревни на левом безымянном притоке реки Сосенки образован пруд.

## История
В «Списке населённых мест» 1862 года — владельческое сельцо 1-го стана Подольского уезда Московской губернии по правую сторону старокалужского тракта, в 17 верстах от уездного города и 32 верстах от становой квартиры, при пруде, с 10 дворами и 71 жителем (34 мужчины, 37 женщин).
По данным на 1899 год — деревня Десенской волости Подольского уезда с 92 жителями.
В 1913 году — 17 дворов.
По материалам Всесоюзной переписи населения 1926 года — деревня Сосенского сельсовета Десенской волости Подольского уезда в 1,1 км от Калужского шоссе и 9,6 км от станции Бутово Курской железной дороги, проживало 98 жителей (47 мужчин, 51 женщина), насчитывалось 23 крестьянских хозяйства.
С 1929 до 2012 гг. — населённый пункт Московской области в составе Красно-Пахорского района (1929—1946); Калининского района (1946—1957); Ленинского района (1957—1960, 1965—2012); Ульяновского района (1960—1963); Ленинского укрупнённого сельского района (1963—1965).
С 2012 года — в составе города Москвы.